# Jezioro Nyskie
Jezioro Nyskie (Jezioro Głębinowskie, Zbiornik Nysa) – zaporowy zbiornik retencyjny na Nysie Kłodzkiej zbudowany w 1971 roku i oddany do eksploatacji w 1972 roku. Jezioro jest położone w bezpośrednim sąsiedztwie miasta powiatowego Nysa, w pobliżu drogi krajowej nr 46 Częstochowa – Kłodzko.
Zapora tworząca jezioro jest betonowo-ziemna, o długości ponad 5 km i wysokości do 14 m. Powierzchnia zbiornika to 2077 hektarów, pojemność całkowita zbiornika to 123,4 hm³ (milionów m³), w tym stała rezerwa powodziowa wynosi 55,8 miliona m³. Obiekt chroni przed powodzią tereny położone poniżej zbiornika oraz dostarcza wodę na potrzeby żeglugi oraz dla gospodarki komunalnej Wrocławia. Zbiornik pełni również funkcję turystyczną i rekreacyjną, objęty jest formami ochrony przyrody.
Jezioro Nyskie powstało przez zalanie wodą znacznego obszaru gminy Nysa. Większość tego obszaru stanowił las, wysiedlono ludzi i zburzono wsie: Brzezina Polska notowana w księdze łacińskiej Liber fundationis episcopatus Vratislaviensis (pol. Księga uposażeń biskupstwa wrocławskiego) spisanej za czasów biskupa Henryka z Wierzbna w latach 1295–1305 jako Brzesina polonicali, Miedniki, Różanka oraz częściowo Głębinów (majątek ziemski Probsthof).
Na odpływie zbiornika znajduje się elektrownia wodna (czteroturbinowa) z pracującymi dwiema turbinami Kaplana o łącznej mocy 4,8 MW, zasilająca sieć energetyczną kraju. Przepływ wynosi 2×30,5 m³/s, przy różnicy poziomów 20 m. Średni przepływ wieloletni u ujścia Nysy Kłodzkiej do Odry wynosi 50 m³/s, przepływ nie powodujący strat w infrastrukturze poniżej zapory zależy od wezbrania Odry i waha się w zakresie 150–190 m³/s, natomiast w lipcu 1997 r. (powódź tysiąclecia) przepływ ten wynosił ponad 950 m³/s. Wówczas zrzut awaryjny z Jeziora Nyskiego zalał między innymi Nysę, Lewin Brzeski, liczne wsie w dorzeczu rzeki, jak i przyczynił się do znacznego podniesienia się wody w Odrze, która zalała Wrocław.
Na terenie Jeziora Nyskiego i Otmuchowskiego wraz z przyległymi terenami utworzono Otmuchowsko-Nyski Obszar Chronionego Krajobrazu, nad brzegami zbiornika występuje wiele gatunków ptaków (mewa czarnogłowa, mewa srebrzysta, rybitwa rzeczna, czapla biała, łęczak, biegus malutki, biegus zmienny, brodziec piskliwy, cyraneczka, czajka, kulik wielki, kwokacz, siewnica).
Jezioro Nyskie jest bogate w wiele gatunków ryb takich jak sandacz, szczupak, okoń, leszcz.
Do zbiornika oprócz Nysy Kłodzkiej uchodzą rzeki: Płocha, Widna, Biała Głuchołaska. W części zachodniej wydobycie żwiru doprowadziło do powstania niedużych wysp, których liczba zależy od aktualnego poziomu wody.
Północny brzeg jeziora jest piaszczysty, tworząc naturalne piaszczyste plaże. We wschodniej jego części znajdują się ośrodki wczasowe z bazą noclegową (sezonowa), porty jachtowe, największy to ośrodek Akwa Marina – który powstał w wyniku przejęcia Nyskiego Ośrodka Rekreacji (NOR) przez miejską spółkę wodociągową Akwa.